# چارچوب چابک مقیاس
چارچوب چابک مقیاس (به اختصار SAFe)، یک علامت تجاری ثبت شده Scaled Agile, Inc.1] این هدف در نظر گرفته شده‌است تا شرکت‌ها را در مقیاس بندی شیوه‌های چابک و فشرده هدایت کند. همراه با اسکرام بزرگ (LeSS)، تحویل مداوم تحریم (DAD) و Nexus، این یکی از شمار فزاینده ای از چارچوبهایی است که به دنبال حل مسائلی هستند که در مقیاس بزرگتر از یک تیم واحد قرار دارند.
SAFe ترویج تراز، همکاری و تحویل در تعداد زیادی از تیم‌های چابک. این برنامه توسط و برای تمرین کنندگان توسعه داده شد، با استفاده از سه قسمت اصلی دانش: توسعه نرم‌افزار چابک، توسعه محصول لاغر و تفکر سیستم.
ارجاع اصلی برای چارچوب چابک مقیاس، در ابتدا، یک تصویر کلی از نحوه کار از طریق مدیریت محصول، از طریق حکمرانی، تیم‌های برنامه و تیم‌های توسعه، به مشتریان بود. با همکاری دیگران در جامعه چابک، این به تدریج تصفیه شده و رسمی شد، سپس در یک کتاب ۲۰۰۷ قرار گرفت. از آن به بعد، این چارچوب همچنان توسعه یافته و به قلمرو عمومی منتشر می‌شود، همچنین توسط یک آکادمی و یک طرح اعتباربخشی برای مشاوران شخص ثالث حمایت می‌شود. آخرین نسخه، به عنوان نسخه ۴.۵، در ژوئن ۲۰۱۷ منتشر شد.
اگر چه SAFe به عنوان رایج‌ترین روش برای مقیاس عملکردهای چابک شناخته شده‌است، از نظر بالا بودن و انعطاف‌پذیری مورد انتقاد قرار گرفته‌است.

## چالش‌های مقیاس شیوه‌ها و اصول چابک

### مقابله با افق برنامه‌ریزی دیگر
تیم‌های توسعه معمولاً به دو تا سه تکرار پیش می‌روند، اما در سازمان‌های بزرگتر، تیم بازاریابی محصول نیاز به برنامه‌ریزی بیشتر برای تعهدات خود را به بازار و بحث با مشتریان دارد. آن‌ها اغلب با یک نقشه راه ۱۲ تا ۱۸ ماهه بسیار کار می‌کنند، سپس با سه ماه کار با تیم‌ها برنامه‌ریزی می‌کنند. تیم‌های انکشافی همچنان به تدوین دقیق ۲–۳ تکرار ادامه خواهند داد و تنها به برنامه‌های دقیق کار برای تکرار بعدی می‌رسند.

### نگه داشتن چابک در سطوح انتزاعی مسئولیت
در حالی که تیم‌های توسعه تعدادی از چارچوب‌ها را تعریف می‌کنند که چگونه باید چابک باشند، بسیار کم است که این را برای مدیریت توصیف می‌کند. SAFe بسیاری از همان اصول، مانند تیم‌های متقابل را به گروه‌هایی می‌دهد که مسئولیت سطوح انتزاعی و برنامه‌ریزی (محصول و نمونه کارها) را اداره می‌کنند. SAFe نیز برای جمع‌آوری بیش از حد بسیاری از شیوه‌های غیرمتعهد مورد انتقاد قرار گرفته‌است.

### برخورد با اقتدار منتخب
انتظار می‌رود که صاحب محصول در اسکرام، مسئولیت کل محصول را دربرداشته باشد، از جمله بازده سرمایه‌گذاری تصمیم‌گیری‌های توسعه، و نیز عملکرد در بازار. در تحولات گسترده در مقیاس، سازمان نیاز به یک دیدگاه در مورد عقب ماندگی‌های چند تیم دارد، مانند ارائه شده توسط یک مدیر محصول. اگر چه SAFe فرض بر این است که مالک مالک محصول با مدیریت محصول همراه است، اما از نظر جداسازی صاحبان محصول در سازمان توسعه مورد انتقاد قرار گرفته‌است.

### همزمان سازی نتایج
چارچوب‌های چابک طراحی شده‌اند تا تیم توسعه را مستقل و آزادانه طراحی کند که چگونه کار کنند. SAFe اذعان دارد که در مقیاس ده‌ها یا صدها تیم توسعه، به‌طور فزاینده ای برای تیم‌ها به‌طور کامل سازماندهی می‌شود؛ بنابراین، برخی از این محدودیت‌ها را در بر می‌گیرد، به طوری که در جایی که تیم‌ها بر روی یک محصول کار می‌کنند، نتایج آن‌ها می‌تواند برای هماهنگ سازی بهتر با یکدیگر هماهنگ شود، اگر چه این یک منطق بوده‌است که SAFe مورد انتقاد قرار گرفته‌است.

### اجازه دادن به زمان برای نوآوری و برنامه‌ریزی
چرخه برنامه‌ریزی SAFe توصیه می‌کند از جمله یک تکرار اضافی پس از انتشار، به طوری که تیم می‌تواند اقدامات خود را بهبود بخشد و آماده برای افزایش برنامه‌ریزی بعدی است. نسخه‌های پیشین SAFe همچنین این را برای تکرار سخت شدن طراحی کرده‌اند، یعنی برای تثبیت یا سخت شدن محصول قبل از انتشار آن. این بر عواقب کار با محیط‌های یکپارچه سازی بزرگ که در آن وابستگی‌ها به این معنی است که شما نمی‌توانید همه چیز را تا انتهای آزمایش کنید. SAFe برای این مورد مورد انتقاد قرار گرفت زیرا آن را یک عنصر ضد چرک یا آبشار نشان داد. این در نسخه‌های اخیر SAFe موجود نیست.

## اصول پایه چارچوب مقیاس چابک
SAFe مبتنی بر نه اصل اساسی و پایدار است که نقش و عملکرد را در SAFe در اختیار دارد:
1. نگاهی به دید اقتصادی
2. تفکر سیستمی را اعمال کنید.
3. فرض کنید متغیر؛ گزینه‌های خود را حفظ کنید
4. با استفاده از چرخه‌های سریع و یکپارچه یادگیری، به‌طور پیوسته بسازید
5. نقاط پایه در ارزیابی عینی سیستم‌های کاری
6. تجسم و محدود کردن کار در حال پیشرفت، کاهش اندازه دسته و مدیریت طول صف
7. اعمال دوره (زمان‌بندی)، هماهنگ سازی با برنامه‌ریزی متقابل دامنه
8. انگیزه ذاتی کارگران دانش را باز کنید
9. تقسیم‌بندی تصمیم‌گیری

## چارچوب مقیاس چابک
دو نوع مختلف از SAFe 4.0، SAFe 3 سطح و SAFe 4 سطح وجود دارد. SAFe 3 سطح برای پیاده‌سازی‌های کوچکتر با ۱۰۰ نفر یا کمتر است یا چندین برنامه که نیازی به همکاری قابل توجهی ندارند. SAFe 4 سطح برای راه حل‌هایی است که معمولاً صدها تمرینکننده نیاز به توسعه، استقرار و نگهداری دارند.

## SAFe 3 سطح
سطح در SAFe 3 سطح تیم، برنامه و نمونه کارها است.

## تیم
تمام تیم‌های SAFe تیم‌های چابک هستند. بیش از یک نوع تیم وجود دارد به عنوان مثال ممکن است یک تیم سیستم و تیم‌های معماری وجود داشته باشد و تیم‌های پیشرفته تر چابک که در روش‌های SAFe نامیده می‌شوند «تیم چابک»
یک تیم سیستم یک تیم تخصصی است که مسئول حفظ محیط توسعهی مورد استفاده توسط تیم‌های چابک و برای آزمایش راه حل‌های پایان دادن به پایان است.
تیم‌های چاب معمولاً شامل ۵–۹ نفر هستند که در دو هفته با استفاده از روش‌های XP (برنامه‌ریزی شدید) کار می‌کنند و مهارت‌هایی دارند که نیاز به تعریف، توسعه، تست و تحویل ارزش دارند. با این حال، بر خلاف برنامه‌های توسعه سنتی، آن‌ها مستقل و مستقل عمل نمی‌کنند. به عنوان مثال، عقب ماندگی تیمشان شامل مواردی است که از عقب افتادگی برنامه‌ها کشیده شده‌است و طول آن‌ها با همهٔ تیم‌های دیگر در همان «قطار رها کردن قطار» هماهنگ است (به بخش بعدی مراجعه شود)، زیرا روش متد SAFe ساخته شده‌است این ایده که «ایجاد فعالیت‌های روزمره در یک دوره سریع و همزمان، یک ریتم پیش‌بینی کننده منظم رویدادهای مهم، کمک می‌کند تا تغییرات ذاتی در توسعه سیستم‌ها را مدیریت کند.»

## برنامه
با هم، ۵ تا ۱۰ تیم SAFe «قطار رها کردن قطار» را ایجاد می‌کنند، که معمولاً ۵۰ تا ۱۲۵ نفر از جمله تیم‌های توسعه و سایر سهامداران تشکیل می‌دهند. آن‌ها هم‌مرزهای تکرار خود را هماهنگ می‌کنند و هر دو هفته یکبار سیستم‌های یکپارچه و کار می‌کنند.
افزایش برنامه (PI) یک نقطه اندازه‌گیری کوانتومی بزرگتر است که معمولاً در یک دوره ای از ۳–۵ تکرار توسعه رخ می‌دهد و به دنبال آن یک تلنگر نوآوری و برنامه‌ریزی (IP) است. هر PI با نسخهٔ نمایشی از تمام قابلیت‌هایی که از طریق دوره PI توسعه یافته‌است، نتیجه می‌گیرد. این یک جلسه بازبینی و تطبیق است که شامل تجزیه و تحلیل علل ریشه و شناسایی پیشرفت‌های سیستماتیک است.
تکرار نوآوری و برنامه‌ریزی پشتیبانی از زمان اختصاصی برای نسخه آزمایشی سیستم عامل، نوآوری و برنامه‌ریزی چهره به چهره را پشتیبانی می‌کند. این توصیف مرحله اولیه توسعه است، که هماهنگی تیم‌ها با یک مأموریت مشترک و قطعی، و تمرکز بر ادغام مکرر از سیستم کامل است. با این حال، تیم‌ها و برنامه‌ها می‌توانند هر زمان که نیازهای بازار، از جمله تحویل مداوم را ارائه می‌دهند، عملکرد را آزاد کنند.

## نمونه کارها
نمونه کارها مجموعه ای از جریان‌های ارزش است که از طریق مکانیسم‌های بودجه بندی چشمانداز برنامه‌ریزی شده‌است. نمونه کارها با مجموعه ای از موضوعات استراتژیک به استراتژی سازمانی متصل می‌شود. سیستم تحریریه کانبان برای ضبط و تجزیه و تحلیل حماسه استفاده می‌شود - طرح‌های بزرگ و متقابل که بر تعداد زیادی از قطارهای آزمایشی تأثیر می‌گذارد.

## سطح 4 SAFe
SAFe 4 سطح شامل سطح اضافی جریان جریان بین سطوح برنامه و نمونه کارها است. این برای سازمان‌هایی طراحی شده‌است که سیستم‌های بزرگ را طراحی می‌کنند، هرچند که هر سازمانی می‌تواند با استفاده از سازه‌های مختلف جریان ارزش در پیاده‌سازی آن‌ها سودمند باشد.

## جریان ارزش
جریان ارزش یک مجموعه طولانی مدت از مراحل استفاده شده برای ارائه ارزش، از مفهوم یا سفارش مشتری به تحویل یا نتیجه قابل ملاحظه برای مشتری است. جریان ارزش توسط برخی از رویدادهای مهم، شاید یک سفارش خرید مشتری یا درخواست ویژگی جدید، به وجود می‌آید. این زمانی به پایان می‌رسد که برخی از ارزش‌ها تحویل داده شده‌است - حمل و نقل، خرید مشتری یا راه اندازی راه حل.
جریان ارزش شامل افرادی هستند که این کار را انجام می‌دهند، سیستم‌هایی که آن‌ها توسعه یا کار می‌کنند و جریان اطلاعات و مواد. زمان از ماشه به تحویل ارزش زمان هدایت است. کوتاه شدن زمان هدایت زمان بازار را کوتاه می‌کند. این تمرکز است.

## گواهینامه‌ها
تعدادی از گواهینامه‌های SAFe مختلف وجود دارد که آموزش، دانش و ابزار لازم برای سطوح مختلف چارچوب مقیاس Agile را ارائه می‌دهد.
1. (SAFe Agilist (SA
2. (SAFe Practitioner (SP
3. (SAFe Program Consultant (SPC
4. (SAFe Product Manager / Product Owner (SPMPO
5. (SAFe Program Consultant Trainer (SPCT
6. (SAFe Scrum Master (SSM
7. (SAFe Advanced Scrum Master (SASM